# بيكورارا
بيكورارا (بالإيطالية: Pecorara)‏ هي بلدية في مقاطعة بياتشنزا في إقليم إميليا رومانيا الإيطالي.

## السكان
في سنة 1861 بلغ عدد السكان 2٬919 نسمة، وتطور العدد ليصل في سنة 2011 لـ 810 نسمة.
يظهر هذا المخطط البياني تطور النمو السكاني لـ بيكورارا